# Xitle
Xitle (v jazyce nahuatl [ʃitɬe]IPA, „pupek“) je monogenetická sopka v Mexiku v extravilánu Ciudad de México. Je součástí Neovulkanického pohoří. Je to sypaný kužel s kruhovou základnou, nejstrmější část má relativní výšku zhruba 100 metrů, vnější i vnitřní svahy mají sklon 30° až 40°. Kráter sopky leží 5,75 km severovýchodně od vrcholu Adjusco (3930 m) a zhruba 22,5 km od Plaza de la Constitución (azimut 204°). Nejvyšší místo je na jižním okraji kráteru a dosahuje nadmořské výšky 3105 metrů.
Sopka byla podle radiokarbonové metody datování činná někdy v období 245–315 př. n. l.
Vnější svahy jsou porostlé lesem.